# Raymond Khoury
Raymond Khoury (Beirute, 1960) é um escritor libanês, autor dos livros O Último Templário e O Santuário Perdido. Seus romances foram traduzidos para mais de 40 idiomas e O Último Templário foi adaptado para uma minissérie de televisão da NBC.

## Biografia
Nasceu em Beirute, no Líbano, e sua família mudou-se para mudou-se para Rye, no estado de Nova York, quando a guerra eclodiu no Líbano em 1975. Cursou arquitetura na Universidade Americana de Beirute, poucas semanas depois de se formar, a Guerra Civil Libanesa eclodiu e ele foi evacuado de Beirute. Mudou-se para a Europa, tendo vivido entre a França e a Inglaterra até iniciar sua carreira de roteirista. Atualmente, escreve roteiros de cinema e televisão em Londres e Los Angeles. Mora em Londres, com a família.

## Obras

### Série Sean Reilly e Tess Chaykin
1. The Last Templar (2005) no Brasil: O Último Templário (Ediouro, 2006) / em Portugal: O Último Templário (Marcador, 2012)
2. The Templar Salvation	(2010)
3. The Devil's Elixir (2011)
4. Rasputin's Shadow	(2013)
5. The End Game (2016)

#### Livro relacionado
- Shadow Tag (2016) (com Steve Berry) apresenta os personagens Sean Reilly e Cotton Malone do Steve Berry.

### Livros isolados
- The Sanctuary (2007) no Brasil: O Santuário (Agir, 2008) / em Portugal: O Santuário Perdido (Editoral Presença, 2009)
- The Sign (2009)
- The Ottoman Secret ou Empire of Lies	(2019)

## Filmografia

### Como roteirista
- Dinotopia (2002-2003) Série de TV.
- Spooks (2004-2006) Série de TV.
- Waking the Dead (2005) Série de TV.
- The Last Templar wiki-en (2009) Minisérie de TV; adaptado do seu livro homônimo.